# 廢翁主
廢翁主（韓語：폐옹주；1619年—1664年），是朝鮮王朝第十五代國王光海君李琿之庶女，昭儀尹氏所生，
是嫡長子李祬同父異母的妹妹。
仁祖反正後一直在舅父家生活，到仁祖二十一年（1643年）由於為光海君服喪期滿，於是獲仁祖賞賜結婚所需。誕二子三女，顯宗五年逝世。

## 家庭
- 夫: 朴澂遠（1625－1690），奉事贈左承旨朴至諴之子，籍陽城

- 女: 適李梡，籍慶洲

- 女: 適府使元德夏，籍原州

- 女: 適任尚夏，籍豐州

- 子: 朴泰龜（1654－1725），妻慶州李氏

- 子: 朴聖龜（1656－1713），進士，妻南原梁氏

## 相關影視作品及演員
- 2021年MBN電視劇《綁匪－盜取命運》：權俞利 飾演